# Temporada 1994-95 de los Indiana Pacers
La temporada 1994-95 fue la decimonovena de los Indiana Pacers en la NBA, tras la fusión de la liga con la ABA, donde había jugado nueve temporadas más. La temporada regular acabó con 52 victorias y 30 derrotas, ocupando el segundo puesto de la conferencia Este, clasificándose para los playoffs en los que cayeron en las finales de conferencia ante Orlando Magic.

## Elecciones en elDraft
| Ronda | Puesto | Jugador         | Posición | Nacionalidad   | Universidad         |
| ----- | ------ | --------------- | -------- | -------------- | ------------------- |
| 1     | 15     | Eric Piatkowski | SG       | Estados Unidos | Nebraska            |
| 2     | 41     | William Njoku   | PF       | Ghana/ Canadá  | St. Mary's (Canada) |
| 2     | 44     | Damon Bailey    | PG       | Estados Unidos | Indiana             |

## Temporada regular
| División Central      | División Central | División Central | División Central | División Central | División Central | División Central | División Central | División Central |
| Equipo                | G                | P                | %                | PD               | Casa             | Fuera            | Div              |                  |
| --------------------- | ---------------- | ---------------- | ---------------- | ---------------- | ---------------- | ---------------- | ---------------- | ---------------- |
| y-Indiana Pacers      | 52               | 30               | .634             | –                | 33–8             | 19–22            | 18–10            |                  |
| x-Charlotte Hornets   | 50               | 32               | .610             | 2                | 29–12            | 21–20            | 17–11            |                  |
| x-Chicago Bulls       | 47               | 35               | .573             | 5                | 28–13            | 19–22            | 16–12            |                  |
| x-Cleveland Cavaliers | 43               | 39               | .524             | 9                | 26–15            | 17–24            | 17–11            |                  |
| x-Atlanta Hawks       | 42               | 40               | .512             | 10               | 24–17            | 18–23            | 9–19             |                  |
| Milwaukee Bucks       | 34               | 48               | .415             | 18               | 22–19            | 12–29            | 13–15            |                  |
| Detroit Pistons       | 28               | 54               | .341             | 24               | 22–19            | 6–35             | 8–20             |                  |

## Playoffs

### Primera ronda
Atlanta Hawks vs. Indiana Pacers
| Fecha       | Partido                              | Ciudad  |
| ----------- | ------------------------------------ | ------- |
| 27 de abril | Indiana Pacers 90, Atlanta Hawks 82  | Indiana |
| 29 de abril | Indiana Pacers 105, Atlanta Hawks 97 | Indiana |
| 2 de mayo   | Atlanta Hawks 89, Indiana Pacers 105 | Atlanta |
|             | Indiana Pacers gana las series 3-0   |         |

### Semifinales de Conferencia
New York Knicks vs. Indiana Pacers
| Fecha      | Partido                                 | Ciudad     |
| ---------- | --------------------------------------- | ---------- |
| 7 de mayo  | New York Knicks 105, Indiana Pacers 107 | Nueva York |
| 9 de mayo  | New York Knicks 96, Indiana Pacers 77   | Nueva York |
| 11 de mayo | Indiana Pacers 97, New York Knicks 95   | Indiana    |
| 13 de mayo | Indiana Pacers 98, New York Knicks 84   | Indiana    |
| 17 de mayo | New York Knicks 96, Indiana Pacers 95   | Nueva York |
| 19 de mayo | Indiana Pacers 82, New York Knicks 92   | Indiana    |
| 21 de mayo | New York Knicks 95, Indiana Pacers 97   | Nueva York |
|            | Indiana Pacers gana las series 4-3      |            |

### Finales de Conferencia
Orlando Magic  vs. Indiana Pacers
| Fecha      | Partido                               | Ciudad  |
| ---------- | ------------------------------------- | ------- |
| 23 de mayo | Orlando Magic 105, Indiana Pacers 101 | Orlando |
| 25 de mayo | Orlando Magic 119, Indiana Pacers 114 | Orlando |
| 27 de mayo | Indiana Pacers 105, Orlando Magic 100 | Indiana |
| 29 de mayo | Indiana Pacers 94, Orlando Magic 93   | Indiana |
| 31 de mayo | Orlando Magic 108, Indiana Pacers 106 | Orlando |
| 2 de junio | Indiana Pacers 123, Orlando Magic 96  | Indiana |
| 4 de junio | Orlando Magic 105, Indiana Pacers 81  | Orlando |
|            | Orlando Magic gana las series 4-3     |         |

## Estadísticas

### Temporada regular
| Rk | Jugador          | Edad | P  | PT | MP   | TC  | TCI  | %TC  | T3  | T3I | %T3  | TL  | TLI | %TL  | RO  | RD  | RT  | AS  | RB  | TAP | BP  | FP  | PTS  |
| -- | ---------------- | ---- | -- | -- | ---- | --- | ---- | ---- | --- | --- | ---- | --- | --- | ---- | --- | --- | --- | --- | --- | --- | --- | --- | ---- |
| 1  | Derrick McKey    | 28   | 81 | 81 | 34.6 | 5.1 | 10.3 | .493 | 0.4 | 1.1 | .360 | 2.7 | 3.7 | .744 | 1.5 | 3.3 | 4.9 | 3.4 | 1.5 | 0.6 | 2.1 | 3.2 | 13.3 |
| 2  | Reggie Miller    | 29   | 81 | 81 | 32.9 | 6.2 | 13.5 | .462 | 2.4 | 5.8 | .415 | 4.7 | 5.3 | .897 | 0.4 | 2.2 | 2.6 | 3.0 | 1.2 | 0.2 | 1.9 | 1.9 | 19.6 |
| 3  | Dale Davis       | 25   | 74 | 70 | 31.7 | 4.4 | 7.8  | .563 | 0.0 | 0.0 | .000 | 1.9 | 3.5 | .533 | 3.5 | 5.9 | 9.4 | 0.8 | 1.0 | 1.6 | 1.7 | 3.0 | 10.6 |
| 4  | Rik Smits        | 28   | 78 | 78 | 30.5 | 7.2 | 13.6 | .526 | 0.0 | 0.0 | .000 | 3.6 | 4.8 | .753 | 2.5 | 5.2 | 7.7 | 1.4 | 0.5 | 1.0 | 2.4 | 3.6 | 17.9 |
| 5  | Mark Jackson     | 29   | 82 | 67 | 29.3 | 2.9 | 6.9  | .422 | 0.3 | 1.1 | .310 | 1.5 | 1.9 | .778 | 0.9 | 2.8 | 3.7 | 7.5 | 1.3 | 0.2 | 2.6 | 1.8 | 7.6  |
| 6  | Antonio Davis    | 26   | 44 | 1  | 23.4 | 2.5 | 5.6  | .445 | 0.0 | 0.0 |      | 2.7 | 4.0 | .672 | 2.4 | 4.0 | 6.4 | 0.6 | 0.4 | 0.7 | 1.5 | 3.0 | 7.6  |
| 7  | Byron Scott      | 33   | 80 | 1  | 19.1 | 3.3 | 7.3  | .455 | 1.0 | 2.5 | .389 | 2.4 | 2.8 | .850 | 0.2 | 1.7 | 1.9 | 1.4 | 0.8 | 0.2 | 1.5 | 1.5 | 10.0 |
| 8  | Sam Mitchell     | 31   | 81 | 12 | 17.0 | 2.5 | 5.1  | .487 | 0.0 | 0.1 | .100 | 1.6 | 2.1 | .724 | 1.2 | 1.8 | 3.0 | 0.8 | 0.5 | 0.2 | 0.7 | 2.5 | 6.5  |
| 9  | Haywoode Workman | 29   | 69 | 14 | 14.9 | 1.5 | 3.9  | .375 | 0.5 | 1.4 | .357 | 0.8 | 1.1 | .743 | 0.3 | 1.3 | 1.6 | 2.8 | 0.9 | 0.1 | 1.1 | 1.7 | 4.2  |
| 10 | Vern Fleming     | 32   | 55 | 1  | 12.5 | 1.7 | 3.4  | .495 | 0.0 | 0.1 | .000 | 1.2 | 1.6 | .722 | 0.4 | 1.2 | 1.6 | 2.0 | 0.5 | 0.0 | 0.8 | 1.5 | 4.6  |
| 11 | LaSalle Thompson | 33   | 38 | 3  | 11.9 | 1.3 | 3.1  | .415 | 0.0 | 0.0 |      | 0.4 | 0.4 | .875 | 0.7 | 1.6 | 2.3 | 0.5 | 0.5 | 0.3 | 0.9 | 2.0 | 2.9  |
| 12 | John Williams    | 28   | 34 | 0  | 11.8 | 1.2 | 3.4  | .357 | 0.1 | 0.4 | .333 | 0.4 | 0.7 | .560 | 0.7 | 1.1 | 1.8 | 0.8 | 0.3 | 0.1 | 1.0 | 1.4 | 2.9  |
| 13 | Duane Ferrell    | 29   | 56 | 1  | 10.8 | 1.5 | 3.1  | .480 | 0.0 | 0.1 | .167 | 1.1 | 1.5 | .753 | 0.9 | 0.7 | 1.6 | 0.6 | 0.5 | 0.1 | 0.8 | 1.4 | 4.1  |
| 14 | Greg Kite        | 33   | 9  | 0  | 6.8  | 0.3 | 1.6  | .214 | 0.0 | 0.0 |      | 0.2 | 1.1 | .200 | 1.1 | 0.9 | 2.0 | 0.1 | 0.0 | 0.0 | 0.6 | 1.4 | 0.9  |
| 15 | Mark Strickland  | 24   | 4  | 0  | 2.3  | 0.3 | 0.8  | .333 | 0.0 | 0.0 |      | 0.3 | 0.5 | .500 | 0.5 | 0.5 | 1.0 | 0.0 | 0.0 | 0.3 | 0.3 | 0.0 | 0.8  |

### Playoffs
| Rk | Jugador          | Edad | P  | PT | MP   | TC  | TCI  | %TC  | T3  | T3I | %T3   | TL  | TLI | %TL   | RO  | RD  | RT  | AS  | RB  | TAP | BP  | FP  | PTS  |
| -- | ---------------- | ---- | -- | -- | ---- | --- | ---- | ---- | --- | --- | ----- | --- | --- | ----- | --- | --- | --- | --- | --- | --- | --- | --- | ---- |
| 1  | Reggie Miller    | 29   | 17 | 17 | 37.7 | 8.1 | 17.1 | .476 | 3.2 | 7.5 | .422  | 6.1 | 7.1 | .860  | 0.5 | 3.1 | 3.6 | 2.1 | 0.9 | 0.2 | 2.3 | 2.1 | 25.5 |
| 2  | Derrick McKey    | 28   | 17 | 17 | 34.8 | 4.5 | 10.2 | .437 | 0.6 | 2.1 | .314  | 3.2 | 3.6 | .871  | 1.7 | 3.1 | 4.8 | 3.8 | 1.0 | 0.6 | 2.1 | 3.8 | 12.8 |
| 3  | Mark Jackson     | 29   | 17 | 17 | 32.6 | 3.5 | 7.6  | .454 | 0.9 | 2.4 | .400  | 2.0 | 2.7 | .739  | 1.6 | 3.6 | 5.2 | 7.2 | 0.9 | 0.0 | 2.4 | 2.0 | 9.9  |
| 4  | Rik Smits        | 28   | 17 | 17 | 32.1 | 7.5 | 13.6 | .547 | 0.1 | 0.1 | 1.000 | 5.1 | 6.3 | .804  | 1.9 | 5.1 | 7.0 | 2.0 | 0.3 | 0.8 | 2.0 | 4.3 | 20.1 |
| 5  | Dale Davis       | 25   | 17 | 17 | 28.8 | 3.3 | 6.2  | .533 | 0.0 | 0.0 |       | 1.4 | 2.8 | .489  | 3.1 | 4.9 | 8.0 | 0.4 | 0.4 | 0.8 | 1.3 | 3.3 | 7.9  |
| 6  | Antonio Davis    | 26   | 17 | 0  | 21.6 | 1.9 | 4.2  | .451 | 0.0 | 0.0 |       | 2.2 | 3.5 | .627  | 2.2 | 3.5 | 5.7 | 0.4 | 0.5 | 0.6 | 1.4 | 3.6 | 5.9  |
| 7  | Byron Scott      | 33   | 17 | 0  | 17.5 | 1.9 | 5.5  | .340 | 0.5 | 2.0 | .265  | 1.8 | 2.0 | .882  | 0.3 | 1.2 | 1.5 | 0.9 | 0.6 | 0.1 | 1.3 | 1.8 | 6.1  |
| 8  | Haywoode Workman | 29   | 17 | 0  | 16.2 | 1.4 | 3.9  | .358 | 0.1 | 1.1 | .111  | 1.6 | 1.9 | .844  | 0.3 | 1.4 | 1.6 | 2.6 | 0.6 | 0.0 | 0.9 | 2.6 | 4.5  |
| 9  | Sam Mitchell     | 31   | 17 | 0  | 13.1 | 1.4 | 3.8  | .359 | 0.0 | 0.1 | .000  | 1.3 | 1.6 | .786  | 1.0 | 1.8 | 2.8 | 0.4 | 0.2 | 0.1 | 0.8 | 2.4 | 4.0  |
| 10 | Duane Ferrell    | 29   | 10 | 0  | 8.5  | 0.8 | 2.4  | .333 | 0.1 | 0.2 | .500  | 1.0 | 1.6 | .625  | 0.8 | 0.3 | 1.1 | 1.3 | 0.0 | 0.2 | 1.0 | 1.0 | 2.7  |
| 11 | Greg Kite        | 33   | 8  | 0  | 3.3  | 0.1 | 0.4  | .333 | 0.0 | 0.0 |       | 0.3 | 0.3 | 1.000 | 0.4 | 0.5 | 0.9 | 0.0 | 0.1 | 0.0 | 0.3 | 1.1 | 0.5  |
| 12 | Vern Fleming     | 32   | 3  | 0  | 2.7  | 0.3 | 1.0  | .333 | 0.0 | 0.3 | .000  | 0.0 | 1.0 | .000  | 0.3 | 0.3 | 0.7 | 0.7 | 0.0 | 0.0 | 0.0 | 0.0 | 0.7  |

## Galardones y récords
| Jugador       | Galardón                               |
| Reggie Miller | 3.er Mejor quinteto de la NBA All-Star |
| Derrick McKey | 2.º Mejor quinteto defensivo de la NBA |